# Saint-Rémy-de-Blot
Saint-Rémy-de-Blot é uma comuna francesa na região administrativa de Auvérnia-Ródano-Alpes, no departamento Puy-de-Dôme. Estende-se por uma área de 14,69 km². Em 2010 a comuna tinha 238 habitantes (densidade: 16,2 hab./km²).